# Вихвостівська сільська рада
Ви́хвостівська сільська́ ра́да — адміністративно-територіальна одиниця та орган місцевого самоврядування в Городнянському районі Чернігівської області. Адміністративний центр — село Вихвостів.
Була реорганізована у Вихвостівську сільську громаду у 2019 році, яка в свою чергу в 2020 році увійшла до Тупичівської ОТГ.

## Загальні відомості
Вихвостівська сільська рада утворена у 1919 році.
- Територія ради: 36,91 км²
- Населення ради: 999 осіб (станом на 2001 рік)

## Населені пункти
Сільській раді були підпорядковані населені пункти:
- с. Вихвостів
- с. Розвинівка

## Склад ради
Рада складалася з 16 депутатів та голови.
- Голова ради: Акуленко Олександр Григорович
- Секретар ради: Кужельна Надія Михайлівна

### Керівний склад попередніх скликань
| Прізвище, ім'я, по батькові   | Основні відомості                                                                       | Дата обрання | Дата звільнення |
| ----------------------------- | --------------------------------------------------------------------------------------- | ------------ | --------------- |
| Акуленко Олександр Григорович | Сільський голова, 1966 року народження, освіта середня спеціальна, член Народної партії | 26.03.2006   | 31.10.2010      |
| Акуленко Олександр Григорович | Сільський голова, 1966 року народження, освіта середня спеціальна, член Партії регіонів | 31.10.2010   |                 |

Примітка: таблиця складена за даними сайту Верховної Ради України

### Депутати
За результатами місцевих виборів 2010 року депутатами ради стали:

#### За суб'єктами висування
| Суб'єкт висування | Кількість обраних депутатів | %    |
| ----------------- | --------------------------- | ---- |
| Самовисування     | 11                          | 68,8 |
| Партія регіонів   | 4                           | 25   |
| Народна партія    | 1                           | 6,3  |

#### За округами
| № округу        | Прізвище, ім'я, по батькові         | Дата визнання обраним | Освіта             | Партійна приналежність | Відомості про обраного депутата                                  |
| --------------- | ----------------------------------- | --------------------- | ------------------ | ---------------------- | ---------------------------------------------------------------- |
| Народна Партія  |                                     |                       |                    |                        |                                                                  |
| 13              | Шевчук Євгеній Іванович             | 01.11.2010            | середня            | член Народної партії   | СТОВ «Віра», тракторист                                          |
| Партія регіонів |                                     |                       |                    |                        |                                                                  |
| 1               | Кужельна Надія Михайлівна           | 01.11.2010            | середня спеціальна | член Партії регіонів   | Тупичівське ССТ, завмаг                                          |
| 6               | Акуленко Людмила Валентинівна       | 01.11.2010            | середня            | член Партії регіонів   | СТОВ «Віра», бухгалтер                                           |
| 9               | Руденко Олександр Васильович        | 01.11.2010            | вища               | член Партії регіонів   | СТОВ «Віра», економіст                                           |
| 15              | Галушко Володимир Михайлович        | 01.11.2010            | середня спеціальна | член Партії регіонів   | приватний підприємець                                            |
| Самовисування   |                                     |                       |                    |                        |                                                                  |
| 2               | Козловська Олена Анатоліївна        | 01.11.2010            | середня            | позапартійна           | Вихвостівський будинок культури, керівник хору                   |
| 3               | Швець Ольга Федорівна               | 01.11.2010            | середня спеціальна | позапартійна           | СТОВ «Віра», завідувачка їдальні                                 |
| 4               | Силенко Юрій Іванович               | 01.11.2010            | середня спеціальна | позапартійний          | СТОВ «Віра», завскладом                                          |
| 5               | Желдак Микола Миколайович           | 01.11.2010            | середня            | позапартійний          | СТОВ «Віра», ветеринарний фельдшер                               |
| 7               | Новицький Микола Михайлович         | 01.11.2010            | середня спеціальна | позапартійний          | СТОВ «Віра», водій                                               |
| 8               | Лукашкова Катерина Миколаївна       | 01.11.2010            | вища               | позапартійна           | Вихвостівська загальноосвітня школа, директор                    |
| 10              | Качан Людмила Олександрівна         | 01.11.2010            | вища               | позапартійна           | Вихвостівська загальноосвітня школа, вчитель                     |
| 11              | Емельяненко Олександр Олександрович | 01.11.2010            | середня            | позапартійний          | СТОВ «Віра», завідувач тракторної бригади                        |
| 12              | Мисник Лілія Олексіївна             | 01.11.2010            | середня            | позапартійна           | Вихвостівський фельдшерсько-акушерський пункт, молодша медсестра |
| 14              | Самчук Ігор Валерійович             | 01.11.2010            | середня            | позапартійний          | Вихвостівський будинок культури, художній керівник               |
| 16              | Коваленко Валентина Петрівна        | 01.11.2010            | середня            | позапартійна           | СТОВ «Віра», зоотехнік                                           |